# Captains Courageous (film)
Captains Courageous is een Amerikaanse avonturenfilm uit 1937 onder regie van Victor Fleming. Het scenario is gebaseerd op de gelijknamige roman uit 1897 van de Britse auteur Rudyard Kipling.

## Verhaal
Het verwende rijkeluiskind Harvey valt overboord van een schip. Hij wordt opgevist door de bemanning van een vissersbootje. Hij eist dat de kapitein ervan hem meteen naar de haven brengt. De kapitein weigert en legt hem uit dat hij drie maanden aan boord van de boot zal moeten blijven. Tegen zijn zin leert de jongen langzaamaan over het harde vissersbestaan.

## Rolverdeling
| Acteur              | Personage       |
| ------------------- | --------------- |
| Freddie Bartholomew | Harvey          |
| Spencer Tracy       | Manuel          |
| Lionel Barrymore    | Disko           |
| Melvyn Douglas      | Mijnheer Cheyne |
| Charley Grapewin    | Oom Salters     |
| Mickey Rooney       | Dan             |
| John Carradine      | Long Jack       |
| Oscar O'Shea        | Cushman         |
| Jack La Rue         | Priester        |
| Walter Kingsford    | Dr. Finley      |
| Donald Briggs       | Tyler           |
| Sam McDaniel        | Doc             |
| Bill Burrud         | Charles         |